# Sinorhizobium meliloti
Sinorhizobium meliloti De Lajudie, 1994 è un batterio Gram-negativo facente parte del gruppo degli azoto-fissatori (Rhizobium spp.).
Vive in simbiosi con diversi legumi, principalmente con quelli appartenenti ai generi: Medicago, Melilotus e Trigonella, tra cui anche l'organismo modello Medicago truncatula. Il risultato di tale simbiosi porta alla formazione dei noduli radicali, i quali vengono a formarsi nelle porzioni dell'apparato radicale ove si verifica l'impianto del batterio.
Il genoma di S. meliloti contiene tre repliconi: un cromosoma (di 3,65 megabasi) e due chromidi: pSymA (di 1,35 megabasi) e pSymB (di 1,68 megabasi), che sono stati tutti completamente sequenziati.

## Fisiologia
La fissazione dell'azoto da parte di S. meliloti è una tappa del ciclo dell'azoto in particolare tale batterio rende l'azoto disponibile e quindi assimilabile dalla pianta.
La simbiosi tra S. meliloti e le leguminose inizia con la secrezione nella rizosfera da parte della pianta di alcune molecole, quali: betaine e flavonoidi, in particolare: 4,4 '-diidrossi-2'-methoxychalcone, chrysoeriol, cynaroside, 4 ',7-dihydroxyflavone, 6-O-malonylononin, liquiritigenin, luteolina, 3',5-dimethoxyluteolin, 5-methoxyluteolin, medicarpin, stachydrine, trigonellina. Questi composti attirano S. meliloti alla superficie dei peli radicali della pianta in cui i batteri iniziano a secernere Nodulation (Nod) factors, i Nod sono fattori di segnalazione molecolare prodotti dai batteri noti come Rhizobium durante l'avvio dei noduli sulle radici delle leguminose, tale processo prende anche il nome di nodulazione.

## Interesse antropico
Il forte interesse dell'uomo e gli ingenti investimenti nella ricerca su questo batterio, si devono alla sua capacità azofissatrice, le leguminose dipendono direttamente dall'azoto fissato da questo batterio, senza il quale non potrebbero giungere allo stadio di maturazione, le produzioni alimentari quali: fagioli, piselli, e di tutti i legumi, dipendono in maniera proporzionale alla corretta simbiosi di questo batterio con le leguminose, pertanto tale organismo è stato oggetto di intensi studi di interesse agroalimentare.
La proibizione nella dispersione ambientale del bisfenolo A (contenuto anche nel cloruro di polivinile o PVC) si deve anche alla sua attività di inibitore dell'efficienza di simbiosi del batterio con le leguminose e quindi ad una minor produzione agricola.

## Batteriofagi
Sono stati identificati diversi batteriofagi in grado di infettare Sinorhizobium meliloti:
Φ1, Φ1A, Φ2A, Φ3A, Φ4 (=ΦNM8), Φ5t (=ΦNM3), Φ6 (=ΦNM4), Φ7 (=ΦNM9), Φ7a, Φ9 (=ΦCM2), Φ11 (=ΦCM9), Φ12 (=ΦCM6), Φ13, Φ16, Φ16-3, Φ16a, Φ16B, Φ27, Φ43, Φ70, Φ2011, ΦA3, ΦA8, ΦA161, ΦAL1, ΦCM1, ΦCM3, ΦCM4, ΦCM5, ΦCM7, ΦCM8, ΦCM20, ΦCM21, ΦDF2, Φf2D, ΦF4, ΦFAR, ΦFM1, ΦK1, ΦL1, ΦL3, ΦL5, ΦL7, ΦL10, ΦL20, ΦL21, ΦL29, ΦL31, ΦL32, ΦL53, ΦL54, ΦL55, ΦL56, ΦL57, ΦL60, ΦL61, ΦL62, ΦLO0, ΦLS5B, ΦM1, ΦM1, ΦM1-5, ΦM2, ΦM3, ΦM4, ΦM5, ΦM5 (=ΦF20), ΦM5N1, ΦM6, ΦM7, ΦM8, ΦM9, ΦM10, ΦM11, ΦM11S, ΦM12, ΦM14, ΦM14S, ΦM19, ΦM20S, ΦM23S, ΦM26S, ΦM27S, ΦMl, ΦMM1C, ΦMM1H, ΦMP1, ΦMP2, ΦMP3, ΦMP4, ΦN2, ΦN3, ΦN4, ΦN9, ΦNM1, ΦNM2, ΦNM6, ΦNM7, ΦP6, ΦP10, ΦP33, ΦP45, ΦPBC5, ΦRm108, ΦRmp36A, ΦRmp38, ΦRmp86, ΦSP, ΦSSSS304, ΦSSSS305, ΦSSSS307, ΦSSSS308, e ΦT1.